# Sega
 For alternative betydninger, se Sega (flertydig). (Se også artikler, som begynder med Sega)
Sega (セガ) er et japansk selskab som producerer konsolspil. Tidligere producerede de også spillekonsoller, men i 2001 nedlagde de denne virksomhed og koncentrerede sig så om at producere spil til andre platforme. Blandt de mest kendte konsoller fra Sega er Sega Master System, Sega Mega Drive og Sega Dreamcast. Den mest kendte spilletitel fra Sega er Sonic the Hedgehog.
Segas hovedkontor ligger i den japanske hovedstad Tokyo.